# Carsten Preuß
Carsten Preuß (* 1962 in Luckenwalde) ist ein deutscher parteiloser Politiker, der für die Partei Die Linke bei Wahlen antritt. Von Mai 2018 bis September 2019 sowie erneut von Juni bis Oktober 2024 war er Mitglied des brandenburgischen Landtags.

## Politische Laufbahn
Preuß ist kommunalpolitisch aktiv und gehört seit 2008 als Fraktionsvorsitzender der Fraktion Die Linke der Stadtverordnetenversammlung in Zossen an. Im Jahr 2017 kandidierte er erfolglos als Direktkandidat der Partei Die Linke für den deutschen Bundestag. Neben seiner politischen Tätigkeit ist Preuß Vorsitzender des brandenburgischen Landesverbands des Bund für Umwelt und Naturschutz Deutschland (BUND).
Preuß kandidierte bei der Bürgermeisterwahl in Zossen am 11. September 2011, unterlag jedoch Amtsinhaberin Michaela Schreiber.
Preuß kandidierte bei der Landtagswahl in Brandenburg 2014 im Landtagswahlkreis Teltow-Fläming III, verfehlte jedoch zunächst den Einzug in den Landtag. Er rückte am 6. Mai 2018 für René Wilke in den Landtag nach. Er war stellvertretender Vorsitzender des Ausschusses für Haushalt und Finanzen und gehört dem Ausschuss für ländliche Entwicklung, Umwelt und Landwirtschaft an. Fraktionsintern übernahm Preuß Aufgaben, die seiner Ausschussmitgliedschaft entsprechen und vertrat seine Fraktion somit als Sprecher für Haushalt, Finanzen und Umwelt. Bei der Landtagswahl 2019 verfehlte er zunächst den Wiedereinzug in den Landtag. Er rückte jedoch am 20. Juni 2024 für Andreas Büttner erneut in den Landtag nach. Bei der Landtagswahl 2024 kandidierte er nicht erneut.
Bei den Bundestagswahlen 2017 und 2021 kandidierte Preuß im Bundestagswahlkreis Dahme-Spreewald – Teltow-Fläming III – Oberspreewald-Lausitz I, verfehlte jedoch den Einzug in den Bundestag.

## Privates
Carsten Preuß arbeitet in der Verwaltung des Landkreises Teltow-Fläming, während seiner Mitgliedschaft im Landtag ruhte diese Tätigkeit. Er ist Leiter des Naturparks Dahme-Heideseen.

## Werke
- gemeinsam mit Hiltrud Preuß: Die Guts- und Herrenhäuser im Landkreis Teltow-Fläming, Lukas Verlag für Kunst- und Geistesgeschichte, 2011, ISBN 978-3-86732-100-6